# Тулча (окръг)
Тулча е окръг в Румъния, разположен в историческата област Добруджа с административен център град Тулча (96 813 жители).

## Демография
През 2000 г. е имал 265 349 жители и гъстота на населението 31 жит./km².
През 2020 г. населението му е 192 037 души.

## География
Окръгът обхваща територия от 8499 km², разположени основно по делтата на р. Дунав.

## Списък на населените места в окръг Тулча

### Окръжен център
- Тулча

### Градове
- Бабадаг
- Исакча
- Мачин
- Сулина

### Общини
- Бая
- Бейдауд
- Бештепе
- Валя Нукарилор
- Валя Тейлор
- Векерени
- Греч
- Гринду
- Деени
- Доробанцу
- Жижила
- Журиловка
- И.К. Бретиану
- Извоареле
- К.А. Росети
- Каркалиу
- Касимча
- Кришан
- Лункавица
- Лумина
- Махмудия
- Малюк
- Михай Браву
- Муригьол
- Налбант
- Никулицел
- Нуфару
- Остров
- Пардина
- Печеняга
- Стара Килия
- Саръкьой
- Сфенту Георге
- Слава Черкезе
- Смирдан
- Сомова
- Стежару
- Тополог
- Туркоая
- Фрикацей
- Хория
- Хамчарка
- Чамурлия де Жос
- Чаталкьой
- Черна
- Чукурово